# Powała (budownictwo)
Powała – w budownictwie warstwa desek ułożonych na belkach stropu drewnianego, mocowana do górnej części belek lub pomiędzy nimi. Kiedyś, gdy poddasza nie były zamieszkane, powałę ocieplano sianem.

## Przykłady

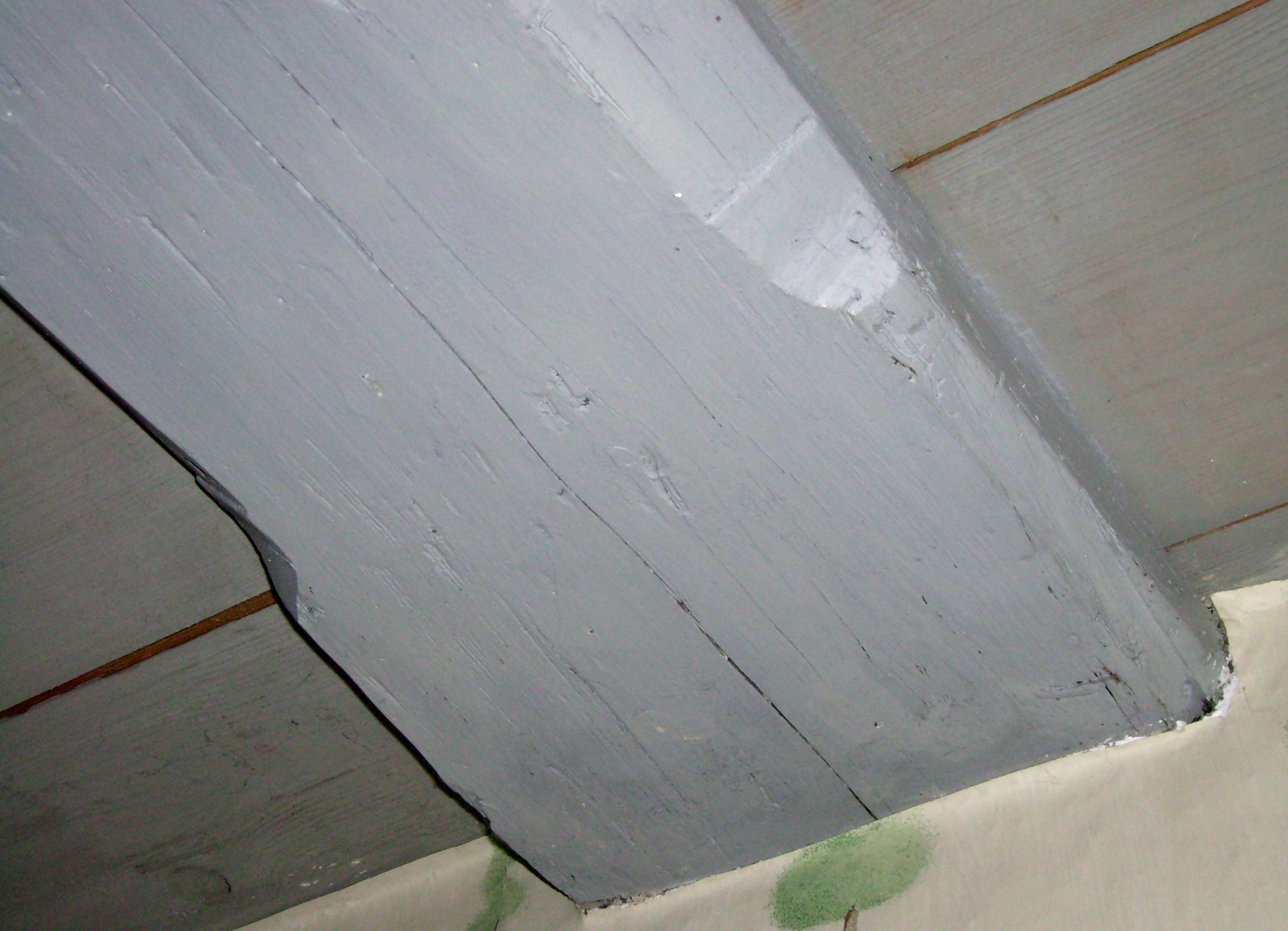
Fragment powały z ok. 1650
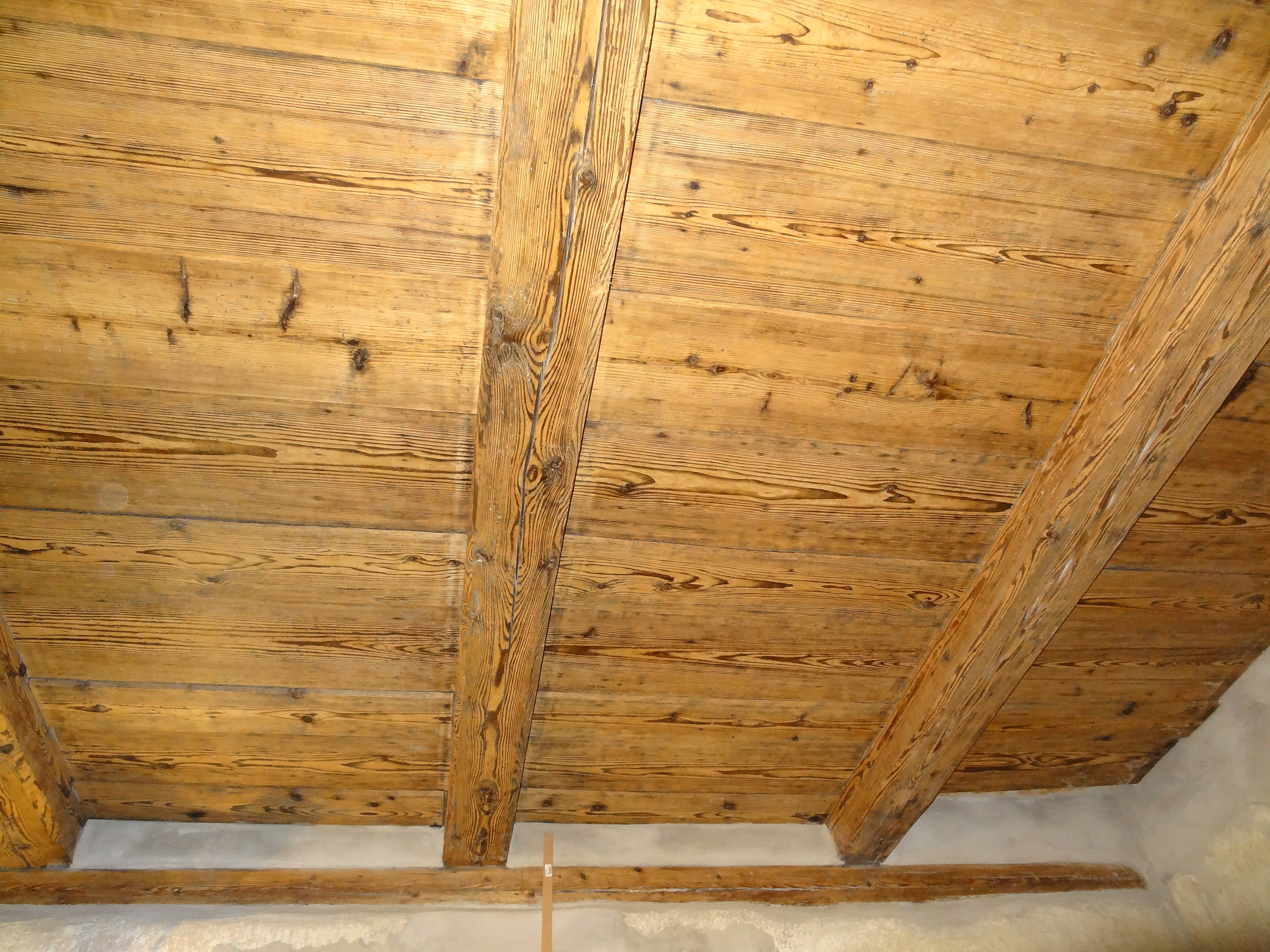
Fragment prostej powały z 1587
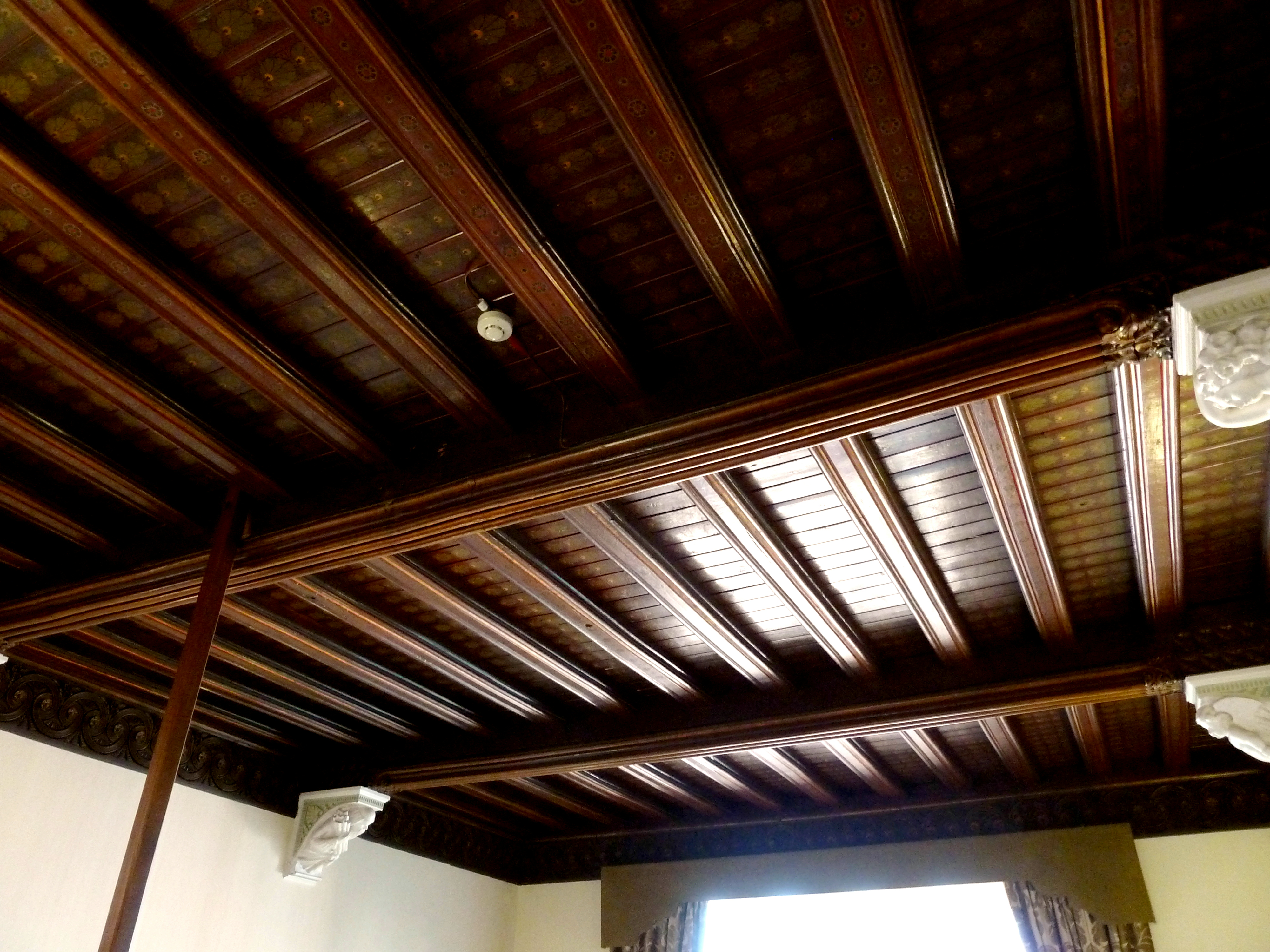
Wnętrze Spring Hall, Halifax, West Yorkshire